# 中华全国集邮联合会
中华全国集邮联合会（英語：All-China Philatelic Federation），简称全国集邮联，是中华人民共和国集邮爱好者、集邮协会和集邮组织组成的全国性社会团体，1982年成立。

## 歷史
2012年8月25日，成立30周年纪念大会在北京市召开。

## 歷任會長
- 第一屆（1982年－1986年）：成安玉
- 第二届（1986年－1990年）：朱高峰
- 第三届（1990年－1994年）：朱高峰
- 第四届（1994年－2000年）：罗淑珍
- 第五届（2000年－2007年）：刘平源
- 第六届（2007年－2013年）：杨贤足
- 第七届（2013年－2020年）：杨利民
- 第八届（2020年－）：戴应军

## 外部連結
- 官方网站